# Euxoa rumatana
Euxoa rumatana là một loài bướm đêm trong họ Noctuidae.